# Sara Svendsen
Sara Svendsen (* 15. April 1980) ist eine ehemalige norwegische Skilangläuferin.

## Werdegang
Svendsen gab ihr Weltcupdebüt im November 2003 in Beitostølen, wo sie über 10 km Freistil Rang 66 belegte. Ihre ersten Weltcuppunkte erreichte sie im Februar 2008 beim Skiathlon in Falun mit Platz 28. Mit der zweiten norwegischen Staffel belegte sie zudem Rang fünf. Zwei Wochen später erzielte sie mit Rang 15 über 30 km Freistil am Holmenkollen in Oslo das beste Resultat bei einem Weltcupeinzelrennen ihrer Karriere. Im Scandinavian Cup gelangen ihr 2008 und 2009 insgesamt zwei Rennsiege. Svendsen nahm an der Tour de Ski 2010/11 teil, trat zur fünften Etappe aber nicht mehr an. Gegen Ende ihrer Karriere startete Svendsen im Marathon Cup. Dort gelang ihr im Januar 2012 der Sieg beim Isergebirgslauf über 50 km klassisch. 2011 wurde Svendsen zudem Dritte beim Birkebeinerrennet. In der Gesamtwertung des Marathon Cups belegte sie in der Saison 2011/12 den achten Platz. Nach dem Wasalauf 2012, bei dem sie Sechste wurde, dem anschließenden Birkebeinerrennet, das sie auf Rang 14 beendete, und dem Sieg beim Flyktningerennet über 28 km klassisch nahm Svendsen nicht mehr an professionellen Langlaufrennen teil.

## Erfolge

### Siege bei Worldloppet-Cup-Rennen
Anmerkung: Vor der Saison 2015/16 hieß der Worldloppet Cup noch Marathon Cup.
| Nr. | Datum          | Ort       | Rennen          | Disziplin                     |
| --- | -------------- | --------- | --------------- | ----------------------------- |
| 1.  | 8. Januar 2012 | Bedřichov | Isergebirgslauf | 50 km klassisch Massenstart 1 |

### Siege bei Continental-Cup-Rennen
| Nr. | Datum            | Ort       | Disziplin      | Serie            |
| --- | ---------------- | --------- | -------------- | ---------------- |
| 1.  | 17. Februar 2008 | Sundsvall | 15 km Freistil | Scandinavian Cup |
| 2.  | 7. Februar 2009  | Mammaste  | 5 km Freistil  | Scandinavian Cup |

### Sonstige Siege bei Skimarathon-Rennen
- 2012 Flyktningerennet, 28 km klassisch

### Medaillen bei nationalen Meisterschaften
- 2007: Bronze mit der Staffel
- 2008: Silber über 56 km klassisch, Bronze mit der Staffel
- 2009: Bronze über 30 km, Bronze mit der Staffel

## Persönliches
Svendsen ist die Schwester von Anna Svendsen, die ebenfalls Skilangläuferin ist.